# Salle Pierre-Charpy
La salle Pierre-Charpy (ou salle Charpy) est le nom d'une salle omnisports de 1 400 places intégrée au stade Charléty, un complexe sportif omnisports situé dans le 13e arrondissement de Paris dont le principal club résident est le Paris université club (PUC). Elle a vocation à être « le temple du volley parisien pour les équipes féminines et masculines ».

## Histoire
Le club de volley-ball « Paris Volley », issu de la fusion de la section volley-ball du Paris université club (PUC) et de celle du PSG Racing, utilise cette salle pour ses matchs à domicile.
La salle porte le nom du joueur français de rugby à XV et journaliste Pierre Charpy.

## Évènements
- Finale de la Coupe de France féminine de volley-ball en 2022 ;
- Finale de la Coupe de France masculine de volley-ball en 2022.

## Galerie

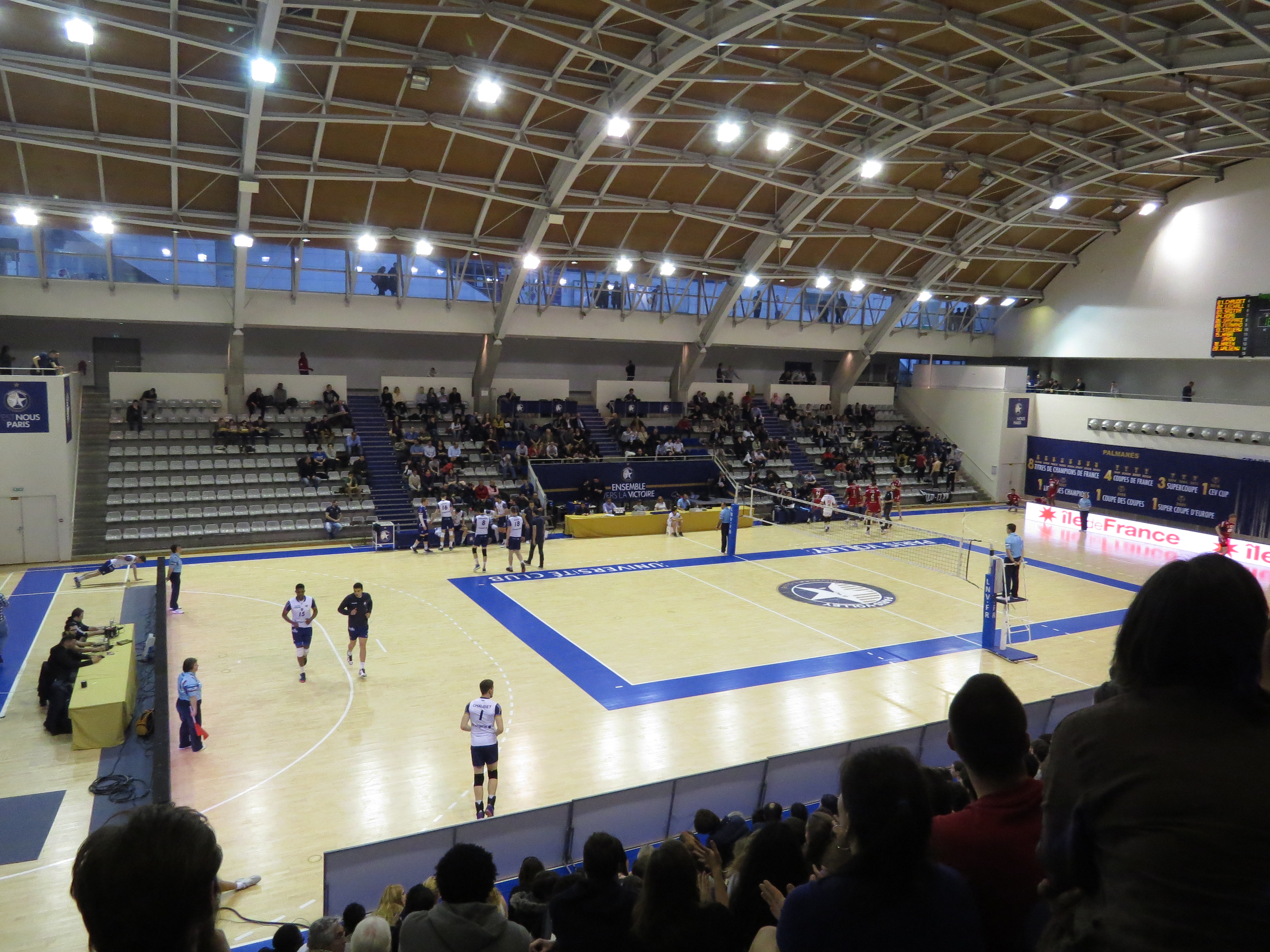
Paris Volley - Chaumont Volley-Ball 52, 13 avril 2016.
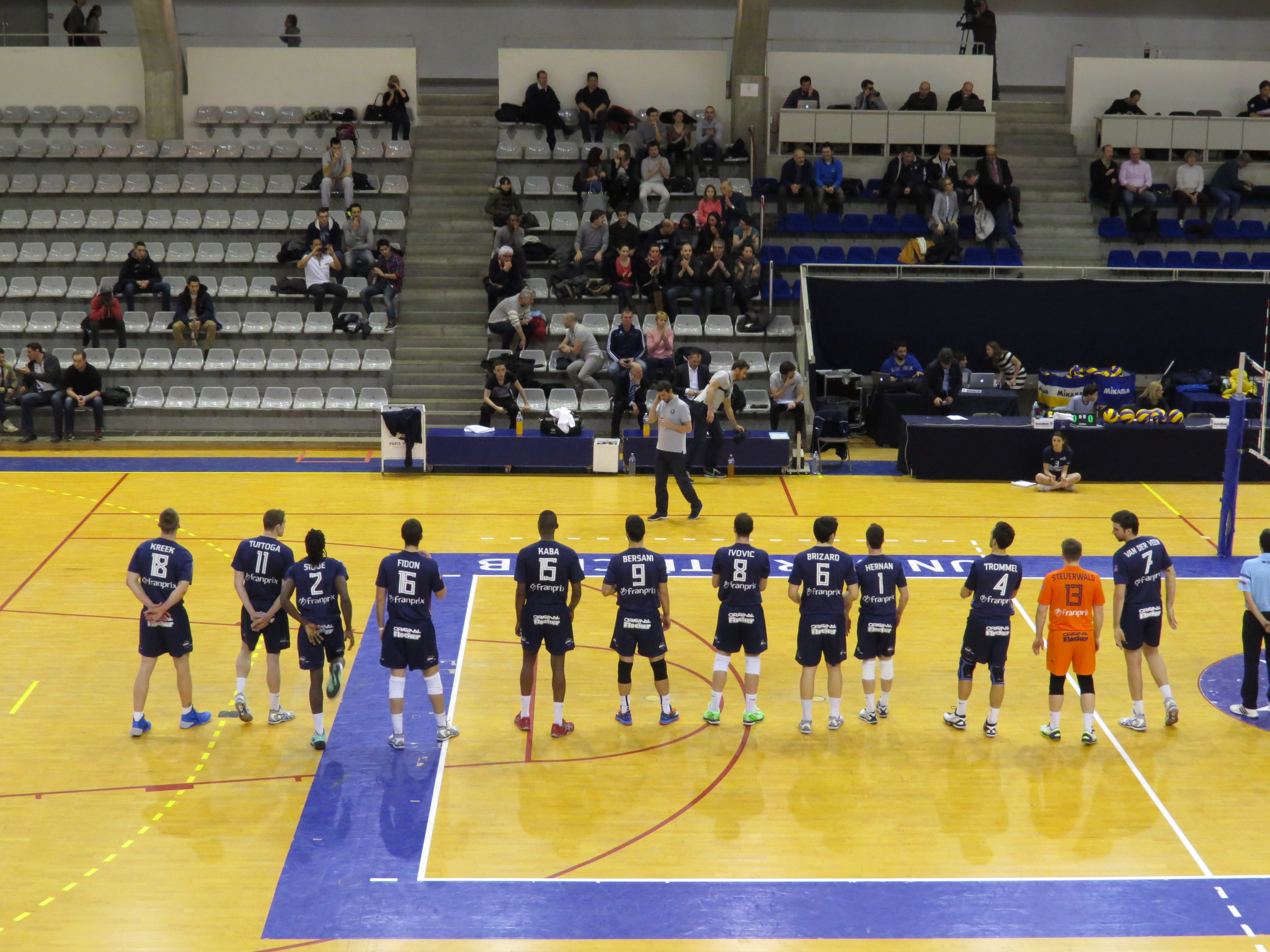
Placement des joueurs du Paris Volley lors du début de match.